# Románia űrkutatása
Románia űrkutatása. A többi szocialista országhoz hasonlóan a Szovjetunió által a műholdakon elhelyezhető hazai fejlesztésű műszerek, illetve az ingyenesen biztosított hordozórakéták és földi követőhálózat tette lehetővé a világűr kutatását.

## Története
A román űrkutatást a Román Tudományos Akadémia a Tudományos és Műszaki Nemzeti Tanács Űrkutatási Bizottságával együttműködve koordinálja.
A Interkozmosz (IK) alapító tagja kutatásait űreszközökkel illetve földi Intézetekkel végzi. Kutatási területek a kozmikus geodézia, ionoszférakutatás, meteorológia, napfizika-, és űrbiológia.
Meteorológiai együttműködés keretében megvalósították az ATP (Automatic Picture Transmission) felvételek vételét, elemzését. A Landsat földmegfigyelő és erőforrás-kutató műholdcsalád adatainak feldolgozásával  vizsgálták a Duna deltavidékét. Önállóan végeztek meteorológiai rakétakísérleteket. 1990-ben létrehozták az Űrtudományi Intézetet, melyből 1991-ben felállították a Román Űrügynökséget (ROSA). Felügyeletét az Oktatási és Kutatási Minisztérium végezte. 1992-ben együttműködést írtak alá az Európai Űrügynökségel (ESA), így bekapcsolódhattak az európai programokba. 1995-ben átszervezték a ROSA-t, nagyobb önállóságot kapott, feladata a nemzeti űrkutatási fejlesztések koordinálása és a román állam nemzetközi (COSPAR [Committee on Space Research], ESA, ENSZ Világűrbizottsága) képviseletének ellátása. 1998-ban kétoldalú megállapodást kötött a Magyar Űrkutatási Irodával. A ROSA űrkutató központokat állított fel, melyek a Román Űrprogram (Nemzeti Űrkutatási és -Fejlesztési Program) megvalósításán dolgoznak. 1999-ben öt évre szóló Együttműködési Keretmegállapodást kötött az ESA-val. 2007. január 1-jén Románia vált Magyarország (2003) és Csehország (2003) után az Európai Űrügynökség 3. Együttműködő Államává.
2011. január 20-tól az ESA teljes jogú, 19. tagja.

## ROSA elnökei
- 1998–2004 – Dumitru Dorin Prunariu űrhajós,
- 2004 – Marius Ioan-Piso professzor,

## Műholdak
- Interkozmosz–6 (IK–6) – a kozmikus sugárzás mérésére szolgáló egységet készített,
- Interkozmosz–12 (IK–12) – a felső légkör izotóp összetételét vizsgáló műszert készítettek,
- Koszmosz–690 – űrbiológiai vizsgálatokat végeztek,
- Egy AUOSZ műholdra magnetométert készítettek,
- Goliat az első román nanoműhold (CubeSat szabvány)

## Emberes űrrepülés
- Dumitru Dorin Prunariu a Szojuz–40 kutató pilótája, a  Szaljut–6-űrállomás utolsó Interkozmosz űrhajósa,
- Dumitru Dediu a Szojuz–40 kiképzett, tartalék kutató pilótája.

## Külső hivatkozások
- Románia űrkutatás. urvilag.hu. (Hozzáférés: 2014. április 16.)
- Románia űrkutatás. urvilag.hu. (Hozzáférés: 2014. április 16.)